# O Crime da Gávea
O Crime da Gávea  é um filme de longa-metragem brasileiro, de 2017, dirigido por André Warwar.  O roteiro é baseado no  livro de Marcílio Moraes que também  assina o roteiro do filme.

## Sinopse
Um dia, Paulo (Ricardo Duque) chega em casa e encontra sua esposa morta. A filha do casal, de 3 anos de idade, está ao lado do cadáver, sem nenhuma lesão. Enquanto a polícia investiga o crime, Paulo dá início à sua própria busca do culpado, entrando em uma série de suspenses e mistérios. 